# チョコボの不思議なダンジョン2
- ファイナルファンタジーシリーズ > チョコボの不思議なダンジョンシリーズ > チョコボの不思議なダンジョン2
- 不思議のダンジョンシリーズ > チョコボの不思議なダンジョンシリーズ > チョコボの不思議なダンジョン2

『チョコボの不思議なダンジョン2』（チョコボのふしぎなダンジョンツー）は、1998年12月23日にスクウェア（現スクウェア・エニックス）から発売されたプレイステーション用ゲームソフト。ジャンルはダンジョンRPG（ローグライクゲーム）。2010年10月27日にはゲームアーカイブスでも配信が開始された。

## 概要
『チョコボの不思議なダンジョン』の続編。前作同様デフォルメされたモンスターたちを中心とした世界観だが、前作よりもストーリー性が大きく重視された作品となっている。また、前作からゲームシステムが大幅に見直され、難易度は上がっている（後述）。
日本限定発売だった前作と異なり、北米でも1999年11月30日に本作が発売された。北米版のタイトルは "Chocobo's Dungeon 2" と、前作が発売されていないものの「2」の数字が付けられている。北米では同年8月、本作に先駆けて "Chocobo Racing"（『チョコボレーシング 〜幻界へのロード〜』）が発売されており、その後続作品として本作が発売される形となっていた。
なお、主人公であるチョコボとモーグリの性格設定は前作『チョコボの不思議なダンジョン』を踏襲し、登場するキャラクターのデザインも前作や『チョコボレーシング』と類似しているものの、これらの作品間にストーリー上の接点はない（いわゆるパラレルワールド）。
本作では、装備するツメやクラに耐久度が設定されている。戦闘をするたびに数値が減りゼロになると壊れてしまう。

## ストーリー
レアアイテム探しの旅の道中、チョコボとモーグリが不思議なダンジョンを発見し、そこで出会った白魔道士の少女の運命をかけた戦いに巻き込まれていく。

## 登場するキャラクター

### メインキャラクター
プレイヤーキャラクターは全員、初登場の際に名前が変更可能となっている。 () 内は北米版の名前。
チョコボ (Chocobo)
主人公。好奇心旺盛でとても食いしん坊。忘れっぽいのが玉に瑕。性別は男。
物語前半ではその性格が災いしてかトラップにはまりモーグリとはぐれてしまい迷子になったり自分よりもレベルの高いモンスターに無鉄砲に挑んだりすることもあった(ただしその展開はプレイヤー次第で変わる)
言葉は話せず鳴き声しか発することしかできない。心優しい性格で村ではただ一人の人間で迫害されていたシロマの良き理解者となっていく。
ストーリー中盤、海底ダンジョンでのイベントにより、シロマとはお互いを大切に思いあうようになっていき、彼女との関係はモーグリ以上に親密な関係となっていく。
モーグリ (Mog)
チョコボの相棒。レアアイテム入手を夢見て、チョコボと共に旅をしている。純粋なチョコボを利用する事もあるが憎めない性格でもある。
NPCとしてダンジョン探索に同行した時にはモンスターからアイテムを盗むという特殊能力を持っている。
シロマ (Shiroma)
白魔道士の少女。村に住む唯一の人間。非常に優しい性格で、ダンジョンから放り出され負傷したチョコボを介抱する。彼女の素性が今回の騒動に大きく影響している。
NPCとしてダンジョン探索に同行した場合、チョコボのHPが減少すると白魔法で回復してくれることがある。
ストーリー中盤、海底ダンジョンでのイベントにより、チョコボとはお互いを大切に思いあうようになっていく。
正体はグラスゴスとインプ達により滅んだ未来人の生き残り。物心つく前に時間移動の研究をしていた親がグラスゴス達から逃れるため平和な時代に送ろうとするが、間に合わず攻め込んできたグラスゴスやインプ達もろともチョコボの暮らす時代に送られ、モンスター村の住民に拾われる。時間移動の鍵となるペンダントを所持していた事から、ペンダントを狙ってさらったグラスゴスと共に未来に帰ろうとするが、チョコボ達に助けられモンスター村に戻る。
シド (Cid)
村の北にある塔に住んでいる変わり者の技師。戦車シドタンクや潜水艦シドマリナー、飛空艇シドウインドなどを所有する。度々自らの塔をインプ達に乗っ取られる。
NPCとしてダンジョン探索に同行した時には、話しかける事で足元に地雷を設置できる。
クルクル (Kuz)
シロマが持つ人形。正体はグラスゴス（グズグズ）。チョコボに倒された後シロマに助けられ、人形にグズグズの生命が宿った。クリア後の復活ダンジョンでは過去の自分であるグラスゴスと対峙する。姿は変わっても心は醜いままだとグラスゴスから否定されるも彼に打ち勝ち強くなったことを認めさせた。
NPCとして同行したときは、数マス届くビームで、命中したモンスターに変身できる。

### モンスター村の住民
ボムおばさん
ボム種。女手一つで3匹の子ボムを育てている肝っ玉母さん。シロマの育ての母でもあったが、現在は大の人間嫌いとなってしまっている。グラスゴスに捕まったシロマを助けるためチョコボとシドの後を追い、チョコボ達の行く手を阻んだ氷壁を爆破して2体に分裂する。その後は自分に何かがあった時のために子ボムたちを厳しく躾けるようになる。
デブチョコボ
太ったチョコボ種。道具屋の店主。シロマの幼馴染であり数少ない理解者。臆病だが友達思いな性格。
ベンさん
ベヒーモス種の彫刻師。仕事一筋であったため奥さん(バーバラさん)が家を出てしまい息子と暮らしている。槍の名手である。
ゴットンとゴーシュ
ゴーレム種。村にある枯れた大木の世話をしている。片言の話し方をする。
黒魔道士たち
村にある研究所で研究を続けている5人の黒魔道士。研究所の所長と共に、4名の研究員（ビッグス、ウェッジ、ジェシー、クロマ）がいる。チョコボの協力でかまどや薬などが利用できるようになる。
ガメドン
タートル種。村の倉庫屋の主人。後に鍛冶屋も勤める。行方不明になったドル君を探している。
ドル君
ジャンハム種。ショートカットに出てくる隠しキャラクター。あるアイテムを渡すと村に住み、倉庫が使えるようになる。
バーバラさん
ベヒーモス種。ベンさんの妻で、イベントを進めると家に戻ってくる。

### 主な敵キャラ
インプ
インプ種のモンスター。雑魚キャラであるが要所で騒動に関わってくる。
スカルハンマー
岬のダンジョンのボス。巨大な獣の骨の姿をしたアンデッドのモンスターで、両手がハンマーになっている。クエイラの魔法を使うほか、HPが0になると手×2、顔、心臓に分裂する。心臓はひたすら逃げるだけで心臓を倒せば勝てるが、他の全ての部位が倒されていない状態で部位同士が隣接すると再び合体してしまう。
元はブレイブフェンサー武蔵伝から登場したボス。
インプロボボス
シドタワー1回目のボス。インプが乗っている巨大ロボ。2マス先でも攻撃するテッキュウ攻撃を主力とし、また護衛として登場する二体のインプロボ1号が出すバクダンの傍に来るとそれを遠くのマスに蹴ってくる。倒すとインプロボ1号がこちらを攻撃してくる様になる。
オルトロス
海底遺構ダンジョンのボス。巨大なタコの姿をしたモンスター。本体、触手×2で構成されており、水上のみを移動し地上には一切上がらない。本体はドレインの魔法で攻撃してくる。
インプロボボス99号
シドタワー2回目のボス、ガルキマセラが乗っているインプロボボスの強化版。全体的なステータスが上がっているほか、護衛としてインプロボ55号二体を従えている。
グラスゴス
山岳ダンジョンのボスであり、今回の騒動の根源。実質的な最終ボス。時空要塞ダンジョンでもグラスゴスX・Zとしてパワーアップした姿で登場する。
正体は岬のダンジョンのクリスタルで強大化したグズグズ。クリスタルの力で長い年月をかけてグラスゴスとなり、手下となったインプ達と共に未来の人類を滅ぼし、シロマと共に元の時代に帰ろうとしていた。
戦闘では通常攻撃、ジャンプ切りといった攻撃のほか、こちらを沈黙、ミニマムにするミニマム・サイレスフラッシュで攻撃する。時空要塞ダンジョンでは、グラスゴスXの時は通常攻撃のほかに離れた位置でも攻撃するビームで攻撃し、倒すとグラスゴスZにパワーアップ、どんな位置でも攻撃してくる口からビームで攻撃してくる。
コロコロコミック版の漫画でもラストボスとして登場し、こちらでは設定が大分異なっており、未来から来た設定はなくグズグズが強大な力を得たことでグラスゴスとなり、村の皆を洗脳ゴーグルで操ってチョコボの敵にしてしまう。圧倒的な力でチョコボを寄せ付けぬ実力を見せたが、食い下がったチョコボに額の角を引き抜かれてしまい、そこからエネルギーが漏れてしまいもとの姿に戻ってしまったことで敗北。正気を取り戻した村の皆から袋叩きにされかけるが、庇いに入ったチョコボが殴られてしまう。なぜ自分を助けるのかと問うグズグズにシロマが「チョコボは強いんじゃなくて優しいの」と答えたことで改心した。
オメガ
ひみつのダンジョン24Fに登場する巨大な四足の機械モンスター。厳密にはボスモンスターではないが、ミュージアムではボスモンスターの部屋に展示されている。本作最強の敵で桁外れのステータスを誇り、数マス離れていても命中させる絶大な威力を持つオメガビームで攻撃する。ボスモンスターと同じくレベルの概念は存在しない。空のボトルを当てて倒すとチタンのツメ・クラを作るのに必要なオメガのエキスを落とす。なお、同フロアと直前の23Fにはオメガを小型化した様な敵コメガが出るが、そちらは倒してもミュージアムには展示されない。
リヴァイアさん
ゲームクリア後に出てくるひみつのダンジョンのボス。自分が羽で登場できないことに対して怒っている。本体、しっぽの二体で構成され、オルトロスと同じく水上のみを移動し陸上には上がらない。本体はブリザドで遠距離攻撃してくる。

### その他
バハムート
時を見続ける召喚獣。召喚獣の中では唯一ストーリーに関与し、チョコボ達にシロマやグラスゴスの素性や行動を説明する。グラスゴスと戦う際は、シドに協力を頼むよう促しグラスゴスの時空要塞に攻撃する。後にクルクルが復活ダンジョンで過去の姿であるグラスゴスと対峙する前にも現れている。

## ゲームシステム

### 仲間キャラクター
前作と異なり、本作は仲間と共に2人でのダンジョン探索をメインとしている。仲間は基本的にNPC（ノンプレイヤーキャラクター）としてチョコボの後に付き、AIで勝手に行動する。また、設定を切り替えれば仲間を2Pコントローラで操作できる。
また、本作では召喚獣は魔石での一度の攻撃だけでなく、ハネを使って仲間として呼び出す事もできる。召喚獣を呼んだ場合、通常の仲間が一時的に消えて召喚獣が代わりになる。ただし召喚獣は階を移動すると消え、呼び出すたびに元気が消費される。HPが0になると魔石による攻撃を行って去り、ハネもなくなってしまう。

### ターンアクティブタイムバトル2
前作のTATB（ターンアクティブタイムバトル）は、ターン制とアクティブタイムバトルシステムをほぼそのまま組み合わせたものであったため、敵のATBバーをリセットすることが容易に行え、ほとんどダメージを受けずに戦闘を切り抜けることが可能という非常に難易度の低いものだった。
本作では、前述のような前作のTATBの欠点を見直し、新たに改良を行ったTATB2（ターンアクティブタイムバトル2）を採用している。なお、「ATB」とは付いているが、本作のTATB2はリアルタイムではなく、よりターン制に近いものとなっている。
本作ではチョコボ自身のATBバーは存在せず、敵にのみバーが表示される。敵と遭遇すると、敵のATBバーには左から少し伸びた緑のバーが表示される。この緑のバーはチョコボの行動ターンを示し、実際の時間経過では変化しない。チョコボが1回行動するごとに緑のバーの長さの分が赤色に変わり、その右に再び緑のバーが伸びる。チョコボが行動を重ねて敵のバーが全て赤色で埋まると敵のターンとなり、敵が攻撃を行う。緑のバーの長さはチョコボの素早さが上がるほど短くなるため、結果的に行動回数が増えることになる。前作同様、バーが長いほど強力な攻撃である可能性が高い。

### アイテム
ここでは、今作から登場した新アイテムについて説明する。
ハネ
壊れてしまった装備から生まれる不思議なハネ。アイテムの命そのものであり、チョコボにはハネに見えるらしい。
持っているだけでさまざまな効果を発揮する。また、使用する事で召喚獣を呼び出せるハネもある。
しおり
前作には「不思議なしおり」1種類しかなかったが、大幅に種類が増加した。ダンジョンからの帰還や、所持アイテム数の増加などの効果を発揮する。他のアイテムと違いダンジョン内でも手に入れた時点で名前がわかる。
エキス
空のボトルをモンスターにぶつけることで入手できるエキス。薬のように飲むことができ、また合成に使うことで武器に特殊な効果をもたらす。

## 主なオリジナル要素
- 白魔道士の出生に関する秘密やダンジョンが現れた経緯など、ストーリー性が高くムービーシーンもふんだんに取り入れられている。
- キャラクターの名前を初登場時のみ変更できる。
- 村の発展に必要なアイテムは通常1個だけとなる（ただし、複数回使用しなければならないイベントもある）。
- ダンジョン内の壁をアイテムで破壊できるようになる。壁の中にはアイテムかモンスターが隠れている場合がある。
- 前作はモンスターは部屋内でしか行動できずチョコボが部屋を出ると攻撃をしないが、本作ではモンスターが部屋をつなぐ通路も移動できるようになり、難易度が上がっている。
- ダンジョン内でセーブするには「記憶のしおり」が必要となり、1回セーブするごとに一枚消費する。
- ダンジョン内にランダムで死神による店が登場する。部屋として扱われるため店を出る際に代金の受け渡しを行い、モンスターも出入りしてくる。代金を払わずに出る（＝万引きをする）と命の番人が大量に現れ攻撃されるが、HPが0になる前に階を移動すれば逃げ切った事になる。
- 死神にも系統がありLv1は「店の番人」、Lv2は「宝の番人」、Lv3は「命の番人」という名前がついている。ダンジョン内のSHOP店員は「店の番人」、宝箱や「冥界のカード」で登場するのは「宝の番人」、同じフロアにずっといると出現するのが「命の番人」である。「宝の番人」は茶色、「店の番人」と「命の番人」は緑色をしている。なお、「店の番人」は前述の万引きを行う、または「店の番人」に5回攻撃を行うと、「命の番人」に変化する。
- ダンジョンによって下りではなく登りや特定箇所に出現する通路から階を移動する場合もある。
- ショートカットが全ての階層ではなく一部の階層のみとなる。また、ダンジョン内に入るまでにはモンスターが出てくる特殊フロアを通らなければ行けない。
- 村にある大木に栄養分を与えると、ダンジョンから戻るたびに木の実を手に入れることができる。
- 一定ターン数で登場する死神の攻撃を受けると通常と同じくHPが減少する。
- ゲームクリア後に、これまでにクリアしたダンジョンを特定の仲間1人で行く「復活ダンジョン」と、モンスターが最高レベルの「ひみつのダンジョン」がプレイできる。前作に登場した『FFV』のオメガやリヴァイアサン（ゲーム中では「リヴァイアさん」）が敵として登場する。

## 不具合
本作には以下のような不具合（バグ）が確認されている。なお、ゲームアーカイブス配信版もオリジナルであるプレイステーション版の挙動をそのまま再現しているため、オリジナル版に起因する不具合の修正は行われず、公式サイトにてプレイ上の注意点が挙げられている。
- 手持ちのツメ&クラをリサイクルボックスなどに入れたり、敵に蹴って消滅させたり、チョコボが気絶後に失った装備品を回収しなかったりなど、特定条件下で手元から失ったツメ&クラの個数が一定数を超えてしまうと、ツメ&クラの能力値データを保存するデータ領域が足りなくなり、新たに入手したツメ&クラが異常な能力値（耐久度が0になるなど）になってしまう。これは、一度発生してしまった場合、通常のプレイでは正常な状態に戻すことができない。
- チョコボのレベルが高すぎる状態でバハムート、アスラ、オーディーンなど最上級の召喚獣を呼び出した場合、召喚獣の攻撃力が256を超えて算術オーバーフローを起こし、与えるダメージが大きく低下してしまう。

なお、以下の現象は仕様である。
- クリア後の復活ダンジョンにおいてモーグリが探索するラストダンジョンではヴァンパイアの吸血攻撃を受けても最大HPが一時的に減少するが、少しターンを進めると元に戻る。これは復活ダンジョンで操作するキャラクターにはあらかじめステータスが定められているためである。
- 毎回形が変わるダンジョンではあるが、あらかじめ登録されたマップの形状をランダムで読み込んでいるため、通常のフロアでもまれに重複する場合がある。また、シドタワーではシドが仕掛けた罠がそのまま残っている場合がある。
- レベルが下がってもチョコボの最大HPは減少しない。そのため、何度もレベルを上げ下げすることでHPを999にすることができる。ただし、仲間はステータスがレベルに応じて固定の成長をするため、レベルが下がると最大HPもレベルに応じて減少する。また、ヴァンパイア系の敵の吸血攻撃を受けても一時的に最大HPが減少するが、少しターンが経過すると元の状態に戻る。

## 主なスタッフ
- 監修：中村光一
- ディレクター：青木和彦
- 音楽：谷岡久美、伊藤賢治、川上泰広、関戸剛
- プロデューサー：前田靖幸
- エグゼクティブプロデューサー：坂口博信

## 不思議なデータディスク2
前作同様、プレイステーション版には新作ソフトの体験版やムービー、過去作品の特殊データを収録した「不思議なデータディスク2」が付属していた。ただし、前作「不思議なデータディスク」とは異なり、特殊データの対応ソフトは1本のみとなっている。
- 体験版：サガ フロンティア2、iS internal section
- ムービー：アナザー・マインド、エアガイツ、チョコボレーシング、レーシングラグーン
- 特殊データ：ブレイヴフェンサー 武蔵伝